# Harvey Keitel
Harvey Keitel (New York, Brooklyn, 1939. május 13. –) Oscar-díjra és Golden Globe-díjra jelölt amerikai színész.

## Fiatalkora
1939. május 13-án született, szülei harmadik gyermekeként. A család Brooklynban élt, ahol a környékbeliek olaszok, írek és zsidók voltak. Keitelék a helyi zsidő kisebbséghez tartoztak. Édesapja lengyel volt, kalapkészítőként dolgozott, édesanyja egy gyorsétkezdében volt felszolgáló. Keitel askenázi zsidó szellemben nevelkedett. 
Gyermekkorában James Dean vagy Marlon Brando egyfajta ideállá váltak számára. A szakközépiskolában igen népszerű volt és osztályelnökké választották, de elégedetlen tanárnője új szavazást rendelt el, ami az ő elvárásai szerint alakult. Keitel dühében az iskolát is kerülte, ezért kirúgták. 16 évesen belépett a haditengerészethez.
Leszerelés után többféle munkával próbálkozott. Éveken át bírósági rajzoló volt (mivel az amerikai tárgyalótermekben tilos fényképezni), de megpróbálkozott a női cipők eladásával, mielőtt beiratkozott az Actor’s Studióba. 

## Pályafutása

### A kezdetek
Stella Adler és Lee Strasberg szárnyaik alá vették a fiatal színészt. 1965-ben észrevett egy újsághirdetést, amelyben egy New York-i filmrendező keresett szereplőket a Ki kopog az ajtómon? (1967) című produkcióhoz (a rendező Martin Scorsese volt). Ez volt a kezdete Keitel–Scorsese hosszútávú együttműködésének. Közben a színészi gyakorlat megszerzése érdekében kávéházakban és kisebb színpadokon lépett fel. Scorsesével harmadik közös filmjük, az Aljas utcák (1973) volt, ami ismertté tette Keitelt és Robert De Nirót (akivel a későbbiekben szintén több filmben játszott).

Robert De Niróval a Taxisofőrben

Folytatta Scorsesével a filmeket, az Alice már nem lakik itt és a Taxisofőr szintén Harvey tehetségét demonstrálására, hiszen megkapta a New York-i Filmkritikusok legjobb mellékszereplőjének második helyezett díját. Kezdett sikeres lenni, de ez nem azt jelentette, hogy mindent megengedhet magának. Ugyan Francis Ford Coppola őt szemelte ki az Apokalipszis most (1979) főszerepére, de Keitel ellenkezett a rendezővel, aki a forgatás kezdete előtt elzavarta őt a Fülöp-szigetekről, ezért Martin Sheen vette át a szerepet. Harvey nem vette szívére a dolgot, ezért inkább Ridley Scott produkciójában, a Joseph Conrad regényéből készült Párbajhősök (1977) című filmben nyújtott jelentős alakítást. A '70-es évek végén még játszott, Richard Pryorral a Jó barátokban (1978) és Martin Sheennel a Sasszárnyban (1979). A '70-es évek végére Keitel, rendesen belecsöppent Hollywood világába, és most már a közönség is kezdte felismerni.

### 1980-as évek
A '80-as évek mégse úgy indult, ahogy Harvey szerette volna, rendre elkerülték a főszerepek és mintegy tíz éven át nem sikerült megint reflektorfénybe kerülnie. Több mint húsz filmben játszott, mint például Jack Nicholsonnal az Állj, Határban (1982), harmadjára Robert De Niróval a Zuhanás a szerelembe (1984) vagy Danny DeVitóval a Nagyokosokban (1986) mégis mind jelentéktelen volt Harvey karrierjében. Ráadásul megint jött Scorsese rendezésében, mint Júdás szerepében a Krisztus utolsó megkísértése (1988) című filmjében. A mozi nagy botrányt kavart, a Jézust alakító Willem Dafoe és Keitel egyaránt értetlenül állt a kritikusok támadásainak kereszttüzében.

### 1990-es évek:Bugsy,Kutyaszorítóban
Harvey "szerencséjére"" megint felhívta magára a figyelmet, amelyet a Thelma és Louise (1991) köszönheti, melyben remekül formálta meg Hal-t, Susan Sarandon és Geena Davis mellett. Még ugyanebben az évben játszott Barry Levinson Bugsy (1991) című filmjében, amelyért Keitel megkapta élete első Oscar-díj jelölését a legjobb férfi mellékszereplő kategóriában. Harvey számára nem is indulhatott volna jobban a '90-es évek. Aztán megint egy elsőfilmes direktorral működött együtt, Quentin Tarantino (aki már az elején Keitelt szemelte ki Mr. Fehér szerepére, mert ő volt az egyik nagy kedvence) Kutyaszorítóban (1992) című filmjében nemcsak játszott, hanem társproducer is volt, s Tarantino neki köszönheti, hogy a mozi költségvetése 35 ezer dollárról 400 ezerre emelkedett. A film nagy siker lett, Keitelnek megtérült a pénze, ráadásul Tarantinoval még két filmjében kapott szerepet. Ezután Abel Ferrara Mocskos zsaru (1992) megbotránkozott című filmjében nyújtott alakítása megint kiváltotta a kritikusok elismerését. A Zongoralecke (1993) című filmben megmutatta romantikus oldalát is, melyben egy Új-Zélandon élő skót telepest játszik, aki beleszeret egy néma asszonyba. Aztán megint karakter váltott, Tarantino Ponyvaregény (film)ében (1994), a hűvös machót Winston Wolfot alakította.
A színész nem rajong a főszerepekért, számos független filmben is szerepet vállalt, melyek nem hoztak annyi pénzt a konyhára, viszont művészi kihívást jelentettek számára, mint például Wayne Wang Füstjének (1995) trafiktulajdonosa. Spike Lee Nepperekjében (1995) ugyan főszereplő volt, ám a forgatókönyv kevés lehetőséget nyújtott számára, így improvizálással egészítette ki a figurát. Szerepelt még Robert Rodríguez és Quentin Tarantino rendezésében az Alkonyattól pirkadatig (1996) című filmben George Clooneyval. 

### 2000-től napjainkig
2000 után Szabó Istvánnal dolgozott együtt, a Szembesítésben (2001), amelyben amerikai tisztet alakít, aki a híres német karmester, Wilhelm Furtwängler ügyét vizsgálja a II. világháború utáni Berlinben. A Balhé (2003) című krimi-vígjátékban chicagói maffiózó szerep jutott számára, Gérard Depardieu-vel. Szerepelt Nicolas Cage-val A nemzet aranyában, majd három évvel később a folytatásban is részt vett. 2008-ban Keitel rá szánta magát, hogy szerepeljen egy televíziós-sorozatban, a Life on Marsban (2008), amely "csak egy év évadig jutott". Mellékszereplőként tűnt az Apádra ütök és a Vejedre ütök című nagy sikerű filmek folytatásában, az Utódomra ütök című vígjátékban. Készülőben lévő filmjei a Moonrise Kingdom, Gandhi of the Month és a The Enigma of Benito Cereno.

## Magánélete
1982-ben összeköltözött Lorraine Bracco színésznővel, kapcsolatuk 1993-ig tartott, de nem házasodtak össze. A szakítás után bírósági harc folyt a lányukért, Stelláért. Keitel azt állította, Bracco barátja, Edward James Olmos színész molesztálta Stellát. A bíróság végül Keitelnek adott igazat, az ítélet szerint Olmos csak egy másik felnőtt társaságában lehetett együtt a gyerekkel. 
Keitel ezután Andie MacDowell-lel randevúzott, majd Lisa Karmazin keramikus párja lett, akitől 2001 nyarán fia született. 2001 szeptemberében a Torontói Filmfesztiválon találkozott Daphne Kastner színésznővel. A pár három héttel később Jeruzsálemben egy titkos szertartás keretében kötött házasságot.

## Filmográfia

### Film
| Év   | Magyar cím                       | Eredeti cím                                      | Szerep                                 | Magyar hang            |
| ---- | -------------------------------- | ------------------------------------------------ | -------------------------------------- | ---------------------- |
| 1967 | Tükörkép egy aranyos szempárban  | Reflections in a Golden Eye                      | katona (stáblistán nem szerepel)       |                        |
| 1967 | Ki kopog az ajtómon?             | Who's That Knocking at My Door                   | J.R.                                   | Miller Zoltán          |
| 1970 |                                  | Street Scenes 1970 (dokumentumfilm)              | önmaga                                 |                        |
| 1970 |                                  | Brewster McCloud                                 | fotós (stáblistán nem szerepel)        |                        |
| 1973 | Aljas utcák                      | Mean Streets                                     | Charlie Cappa                          | Forgács Péter          |
| 1974 | Alice már nem lakik itt          | Alice Doesn't Live Here Anymore                  | Ben                                    | Józsa Imre             |
| 1975 |                                  | That's the Way of the World                      | Coleman Buckmaster                     |                        |
| 1976 | Taxisofőr                        | Taxi Driver                                      | Charles "Sport" Rain / Matthew Higgins | Végh Péter             |
| 1976 | Taxisofőr                        | Taxi Driver                                      | Charles "Sport" Rain / Matthew Higgins | Szatmári Attila        |
| 1976 | Anyuci, Balfék és Spuri          | Mother, Jugs & Speed                             | Tony "Speed" Malatesta                 | Sztarenki Pál          |
| 1976 | Anyuci, Balfék és Spuri          | Mother, Jugs & Speed                             | Tony "Speed" Malatesta                 | Balázsi Gyula          |
| 1976 | Buffalo Bill és az indiánok      | Buffalo Bill and the Indians                     | Ed Goodman                             | Gálvölgyi János        |
| 1976 | Isten hozott Los Angelesben      | Welcome to L.A.                                  | Ken Hood                               | Tarján Péter           |
| 1977 | Párbajhősök                      | The Duellists                                    | Feraud                                 | Gáspár Sándor          |
| 1978 | Jóbarátok                        | Blue Collar                                      | Jerry Bartowski                        | Galambos Péter         |
| 1978 | Ujjak                            | Fingers                                          | Jimmy "Fingers"                        |                        |
| 1979 | Sasszárny                        | Eagle's Wing                                     | Henry                                  | Haás Vander Péter      |
| 1980 | Halál egyenes adásban            | La mort en direct                                | Roddy                                  | Koroknay Géza          |
| 1980 | Hármas számú űrbázis             | Saturn 3                                         | Benson kapitány (Roy Dotrice hangján)  | Dörner György          |
| 1980 | Rossz időzítés                   | Bad Timing                                       | Netusil felügyelő                      | Szervét Tibor          |
| 1982 | Állj, határ!                     | The Border                                       | Cat                                    | Barbinek Péter         |
| 1982 | Állj, határ!                     | The Border                                       | Cat                                    | Szersén Gyula          |
| 1982 | A postakocsi                     | La nuit de Varennes                              | Thomas Paine                           | Harsányi Gábor         |
| 1982 | A postakocsi                     | La nuit de Varennes                              | Thomas Paine                           | Schmied Zoltán         |
| 1983 | Rendőrgyilkos                    | Copkiller                                        | Fred O'Connor hadnagy                  | Ujréti László          |
| 1983 | Villanófényben                   | Exposed                                          | Rivas                                  | Sörös Sándor           |
| 1984 | Zuhanás a szerelembe             | Falling in Love                                  | Ed Lasky                               | Sörös Sándor           |
| 1984 | Némó álma                        | Nemo                                             | Mr. Legend                             |                        |
| 1985 | Camorra – A nápolyi kapcsolat    | Un complicato intrigo di donne, vicoli e delitti | Frankie                                |                        |
| 1985 |                                  | El caballero del dragón                          | Clever                                 |                        |
| 1986 | Kamuzsaru                        | Off Beat                                         | Mickey                                 |                        |
| 1986 | Nagyokosok                       | Wise Guys                                        | Bobby DiLea                            | Rosta Sándor           |
| 1986 | Férfiak klubja                   | The Men's Club                                   | Solly Berliner                         | Sinkovits-Vitay András |
| 1986 | Az amerikai feleség              | La sposa americana                               | Sacha                                  | Végvári Tamás          |
| 1987 | Nyomozás Krisztus holtteste után | L'inchiesta                                      | Poncius Pilátus                        | Kozák András           |
| 1987 | Vakvágány                        | Blindside                                        | Penfield Gruber                        |                        |
| 1987 | A nővadász                       | The Pick-up Artist                               | Alonzo Scolara                         | Juhász György          |
| 1987 | A nővadász                       | The Pick-up Artist                               | Alonzo Scolara                         | Végh Péter             |
| 1988 | Krisztus utolsó megkísértése     | The Last Temptation of Christ                    | Iskarióti Júdás                        | Dunai Tamás            |
| 1988 | Kedves Gorbacsov                 | Caro Gorbaciov                                   | Nyikolaj Buharin                       | Szersén Gyula          |
| 1989 | Szorul a hurok                   | The January Man                                  | Frank Starkey rendőrfelügyelő          | Kozák András           |
| 1990 | Két gonosz szem                  | Due occhi diabolici                              | Roderick Usher                         |                        |
| 1990 | Cinikus hekus                    | The Two Jakes                                    | Julius "Jake" Berman                   | Rajhona Ádám           |
| 1990 | Cinikus hekus                    | The Two Jakes                                    | Julius "Jake" Berman                   | Szersén Gyula          |
| 1990 | Nagy vadászok                    | Grandi cacciatori                                | Thomas                                 | Vass Gábor             |
| 1991 | Öldöklő vágyak                   | Mortal Thoughts                                  | John Woods nyomozó                     |                        |
| 1991 | Thelma és Louise                 | Thelma & Louise                                  | Hal Slocumb nyomozó                    | Barbinek Péter         |
| 1991 | Bugsy                            | Bugsy                                            | Mickey Cohen                           | Reviczky Gábor         |
| 1991 | Bugsy                            | Bugsy                                            | Mickey Cohen                           | Epres Attila           |
| 1992 | Kutyaszorítóban                  | Reservoir Dogs                                   | Larry Dimmick / Mr. Fehér              | Barbinek Péter         |
| 1992 | Kutyaszorítóban                  | Reservoir Dogs                                   | Larry Dimmick / Mr. Fehér              | Szersén Gyula          |
| 1992 | A mocskos zsaru                  | Bad Lieutenant                                   | A hadnagy                              | Szersén Gyula          |
| 1992 | Apáca show                       | Sister Act                                       | Vince LaRocca                          | Papp János             |
| 1993 | A bérgyilkosnő                   | Point of No Return                               | Victor, a takarító                     | Rácz Géza              |
| 1993 | Zongoralecke                     | The Piano                                        | George Baines                          | Végvári Tamás          |
| 1993 | Gyilkos nap                      | Rising Sun                                       | Tom Graham hadnagy                     | Barbinek Péter         |
| 1993 | Kockázatos játék                 | Dangerous Game                                   | Eddie Israel                           | Balázsi Gyula          |
| 1993 | Egy lövés a fejbe, öt a testbe   | The Young Americans                              | John Harris DEA-ügynök                 | Végvári Tamás          |
| 1993 | Egy lövés a fejbe, öt a testbe   | The Young Americans                              | John Harris DEA-ügynök                 | Szersén Gyula          |
| 1994 | Zűrös majom                      | Monkey Trouble                                   | Azro                                   | Barbinek Péter         |
| 1994 | Ponyvaregény                     | Pulp Fiction                                     | Winston "The Wolf" Wolf                | Balázsi Gyula          |
| 1994 | Somebody to Love                 | Harry Harrelson                                  |                                        |                        |
| 1994 | Képzelt bűnök                    | Imaginary Crimes                                 | Ray Weiler                             | Szersén Gyula          |
| 1995 | Füst                             | Smoke                                            | Augustus "Auggie" Wren                 | Ujréti László          |
| 1995 | Egy füst alatt – Beindulva       | Blue in the Face                                 | Augustus "Auggie" Wren                 | Ujréti László          |
| 1995 | Odüsszeusz tekintete             | Ulysses’ Gaze                                    | A.                                     | Ujréti László          |
| 1995 | Nepperek                         | Clockers                                         | Rocco Klein nyomozó                    | Szersén Gyula          |
| 1995 | Szóljatok a köpcösnek!           | Get Shorty                                       | önmaga (cameo)                         | Széles László          |
| 1996 | Alkonyattól pirkadatig           | From Dusk till Dawn                              | Jacob Fuller                           | Tolnai Miklós          |
| 1996 | Hullázó kedélyek                 | Head Above Water                                 | George                                 | Sinkó László           |
| 1997 | Acélváros                        | City of Industry                                 | Roy Egan                               | Kránitz Lajos          |
| 1997 | Cop Land                         | Cop Land                                         | Ray Donlan                             | Szersén Gyula          |
| 1997 | Az igazi tündérmese              | FairyTale: A True Story                          | Harry Houdini                          | Végvári Tamás          |
| 1997 | Az igazi tündérmese              | FairyTale: A True Story                          | Harry Houdini                          | Harsányi Gábor         |
| 1998 |                                  | Shadrach                                         | Vernon                                 |                        |
| 1998 | Lulu a hídon                     | Lulu on the Bridge                               | Izzy Maurer                            | Szersén Gyula          |
| 1998 | Elvis-lek Memphisbe              | Finding Graceland                                | Elvis                                  |                        |
| 1998 | Vadnyugati bosszúállók           | Il mio West                                      | Johnny Lowen                           |                        |
| 1999 | A három évszak                   | Three Seasons                                    | James Hager                            |                        |
| 1999 | Szentek és álszentek             | Holy Smoke!                                      | P.J. Waters                            | Dörner György          |
| 1999 | Szentek és álszentek             | Holy Smoke!                                      | P.J. Waters                            | Barbinek Péter         |
| 1999 |                                  | Presence of Mind                                 | A Mester                               |                        |
| 2000 | U–571                            | U-571                                            | Henry Klough                           | Szersén Gyula          |
| 2000 |                                  | Prince of Central Park                           | The Guardian                           |                        |
| 2000 | Sátánka – Pokoli poronty         | Little Nicky                                     | Sátán                                  | Szersén Gyula          |
| 2000 |                                  | Vipera                                           | Leone (Giancarlo Giannini hangján)     |                        |
| 2001 | Apapróba                         | Nailed                                           | Tony Romano                            |                        |
| 2001 | A szürke zóna                    | The Grey Zone                                    | Erich Muhsfeldt SS-Oberscharführer     |                        |
| 2001 | Szembesítés                      | Taking Sides                                     | Steve Arnold őrnagy                    | Szilágyi Tibor         |
| 2002 | Ginostra                         | Ginostra                                         | Matt Benson                            | Horányi László         |
| 2002 | A vörös sárkány                  | Red Dragon                                       | Jack Crawford FBI-ügynök               | Tordy Géza             |
| 2002 | Csapdában vergődve               | Beeper                                           | Zolo                                   | Végvári Tamás          |
| 2003 | Balhé                            | Crime Spree                                      | Frankie Zammeti                        | Barbinek Péter         |
| 2003 |                                  | El misterio Galíndez                             | Edward Robards                         |                        |
| 2003 |                                  | Who Killed the Idea? (rövidfilm)                 | magánnyomozó                           |                        |
| 2003 |                                  | Dreaming of Julia                                | "Che"                                  |                        |
| 2003 |                                  | Chasing the Elephant (rövidfilm)                 | The Mystery Man                        |                        |
| 2004 |                                  | Puerto Vallarta Squeeze                          | Walter McGrane                         |                        |
| 2004 | A nemzet aranya                  | National Treasure                                | Peter Sadusky FBI-ügynök               | Harsányi Gábor         |
| 2004 | Szent Lajos király hídja         | The Bridge of San Luis Rey                       | Pio bátya                              | Végvári Tamás          |
| 2005 | Csak lazán!                      | Be Cool                                          | Nick Carr                              | Balázsi Gyula          |
| 2006 | Egy utolsó tánc                  | One Last Dance                                   | Terrtano                               |                        |
| 2006 | Bosszúszomj                      | A Crime                                          | Roger Culkin                           | Barbinek Péter         |
| 2006 | Gyilkos eszme                    | Il mercante di pietre                            | Ludovico Vicedomini                    |                        |
| 2006 | Arthur és a villangók            | Arthur and the Minimoys                          | Miro (angol hangja)                    | Hajdu Steve            |
| 2007 |                                  | My Sexiest Year                                  | Zowie                                  |                        |
| 2007 | A nemzet aranya: Titkok könyve   | National Treasure: Book of Secrets               | Peter Sadusky FBI-ügynök               | Szersén Gyula          |
| 2009 | Becstelen brigantyk              | Inglourious Basterds                             | OSS-parancsnok (hangja)                | Kajtár Róbert          |
| 2009 | A titkos rend                    | The Ministers                                    | Joe Bruno nyomozó                      | Harsányi Gábor         |
| 2009 | Melléfogás                       | Wrong Turn at Tahoe                              | Nino                                   | Szersén Gyula          |
| 2010 |                                  | A Beginner's Guide to Endings                    | Duke White                             |                        |
| 2010 | Utódomra ütök                    | Little Fockers                                   | Randy Weir                             | Barbinek Péter         |
| 2010 |                                  | The Last Godfather                               | Don Carini                             |                        |
| 2012 | Holdfény királyság               | Moonrise Kingdom                                 | Pierce parancsnok                      | Barbinek Péter         |
| 2013 |                                  | A Farewell to Fools                              | Johanis atya                           |                        |
| 2013 | A futurológiai kongresszus       | The Congress                                     | Al                                     |                        |
| 2014 |                                  | Two Men in Town                                  | Bill Agati                             |                        |
| 2014 | A Grand Budapest Hotel           | The Grand Budapest Hotel                         | Ludwig                                 | Szersén Gyula          |
| 2014 | Rio, szeretlek!                  | Rio, I Love You                                  | önmaga                                 |                        |
| 2014 | A fegyver törvénye               | By the Gun                                       | Salvatore Vitaglia                     | Szersén Gyula          |
| 2014 |                                  | Gandhi of the Month                              | Edward Baker                           |                        |
| 2015 | Ifjúság                          | Youth                                            | Mick Boyle                             | Szersén Gyula          |
| 2015 |                                  | Outlaws (rövidfilm)                              | a rendező                              |                        |
| 2015 | Nevetséges hatos                 | The Ridiculous 6                                 | "Smiley" Harris                        |                        |
| 2016 |                                  | Chosen                                           | Papi                                   |                        |
| 2016 | A komédia császára               | The Comedian                                     | Mac Schiltz                            | Barbinek Péter         |
| 2017 | Madame                           | Madame                                           | Bob Fredericks                         | Szacsvay László        |
| 2017 |                                  | Lies We Tell                                     | Demi                                   |                        |
| 2018 | Brooklyn a miénk lesz            | First We Take Brooklyn                           | Anatoly                                |                        |
| 2018 | Kutyák szigete                   | Isle of Dogs                                     | Gondo (hangja)                         | Borbiczki Ferenc       |
| 2019 |                                  | The Last Man                                     | Noe                                    |                        |
| 2019 |                                  | Esau                                             | Abraham                                |                        |
| 2019 | A festett madár                  | The Painted Bird                                 | pap                                    |                        |
| 2019 | Az ír                            | The Irishman                                     | Angelo Bruno                           | Csuha Lajos            |
| 2020 |                                  | Fatima                                           | Nichols professzor                     |                        |
| 2021 |                                  | Just Noise                                       | Hunter Blair tábornok                  |                        |
| 2021 |                                  | Lansky                                           | Meyer Lansky                           |                        |
| 2022 | Kenyértörés                      | The Baker                                        | kereskedő                              |                        |
| 2023 |                                  | Paradox Effect                                   | Silvio                                 |                        |

### Televízió
| Év        | Magyar cím                            | Eredeti cím                        | Szerep                                 | Megjegyzések                                 |
| --------- | ------------------------------------- | ---------------------------------- | -------------------------------------- | -------------------------------------------- |
| 1966      |                                       | Hogan's Heroes                     | német katona (stáblistán nem szerepel) | 1 epizód                                     |
| 1966      |                                       | Dark Shadows                       | vásárló (stáblistán nem szerepel)      | 2 epizód                                     |
| 1968      |                                       | N.Y.P.D.                           | Ramby                                  | 1 epizód                                     |
| 1971      |                                       | Great Performances                 | Jerry                                  | 1 epizód                                     |
| 1973      | Kojak                                 | Kojak                              | Jerry Talaba                           | - 1 epizód - magyar hangja: - Végh Péter     |
| 1974      |                                       | The F.B.I.                         | Ernie                                  | 1 epizód                                     |
| 1974      |                                       | A Memory of Two Mondays            | Jerry                                  | tévéfilm                                     |
| 1984      |                                       | La bella Otero                     | Ernest Jurgens                         | minisorozat (4 epizód)                       |
| 1985      |                                       | Amazing Stories                    | Byron Sullivan                         | 1 epizód                                     |
| 1986      |                                       | The Ellen Burstyn Show             | Frank Tanner                           | 1 epizód                                     |
| 1988      |                                       | The Play on One                    | Carl                                   | 1 epizód                                     |
| 1993–2002 | Saturday Night Live                   | Saturday Night Live                | önmaga (házigazda)                     | 1 epizód (Harvey Keitel / Madonna)           |
| 1993–2002 | Saturday Night Live                   | Saturday Night Live                | Siegfried                              | 1 epizód (Robert De Niro / Norah Jones)      |
| 2000      | Bombabiztos                           | Fail Safe                          | Warren A. Black dandártábornok         | - tévéfilm - magyar hangja: - Szersén Gyula  |
| 2005      | Árnyak toszkán verőfényben            | Shadows in the Sun                 | Weldon Parish                          | - tévéfilm - magyar hangja: - Barbinek Péter |
| 2006      | 9/11 – A terrorizmus útja             | The Path to 9/11                   | John P. O’Neilll                       | minisorozat (2 epizód)                       |
| 2008–2009 |                                       | Life on Mars                       | Gene Hunt hadnagy                      | 17 epizód                                    |
| 2012      |                                       | Fatal Honeymoon                    | Tommy Thomas                           | tévéfilm                                     |
| 2016      | Amynek áll a világ                    | Inside Amy Schumer                 | férfi                                  | 1 epizód                                     |
| 2019      | A szerelem visszavár                  | See You Soon                       | Billy                                  | - tévéfilm - magyar hangja: - Szersén Gyula  |
| 2022      |                                       | Mike                               | Cus D’Amato                            | minisorozat (2 epizód)                       |
| 2022      | A nemzet aranya: A történelem peremén | National Treasure: Edge of History | Peter Sadusky FBI-ügynök               | 1 epizód                                     |
| 2024      | Az auschwitzi tetováló                | The Tattooist of Auschwitz         | idősebb Lale Sokolov                   | 6 epizód                                     |

## Fontosabb díjak és jelölések
| Év   | Díj                                       | Kategória                                                     | Jelölt mű              | Eredmény |
| ---- | ----------------------------------------- | ------------------------------------------------------------- | ---------------------- | -------- |
| 1991 | Oscar-díj                                 | legjobb férfi mellékszereplő                                  | Bugsy                  | Jelölve  |
| 1991 | Golden Globe-díj                          | legjobb férfi mellékszereplő                                  | Bugsy                  | Jelölve  |
| 1992 | Sant Jordi-díj                            | legjobb külföldi színész                                      | Kutyaszorítóban        | Elnyerte |
| 1992 | Independent Spirit Award                  | legjobb férfi főszereplő                                      | A mocskos zsaru        | Elnyerte |
| 1993 | Ausztrál Film- és Televíziós Akadémia díj | legjobb férfi főszereplő                                      | Zongoralecke           | Elnyerte |
| 1993 | Velencei Nemzetközi Filmfesztivál         | legjobb férfi főszereplő                                      | Kockázatos játék       | Elnyerte |
| 1995 | Berlini Nemzetközi Filmfesztivál          | Zsűri Nagydíja                                                | Füst                   | Elnyerte |
| 1995 | David di Donatello-díj                    | legjobb külföldi színész                                      | Füst                   | Elnyerte |
| 1996 | Szaturnusz-díj                            | legjobb férfi főszereplő                                      | Alkonyattól pirkadatig | Jelölve  |
| 2008 | Satellite Award                           | legjobb férfi mellékszereplő (sorozat, minisorozat, tévéfilm) | Life on Mars           | Jelölve  |
| 2014 | Screen Actors Guild-díj                   | legjobb szereplőgárda (mozifilm)                              | A Grand Budapest Hotel | Jelölve  |
| 2019 | Screen Actors Guild-díj                   | legjobb szereplőgárda (mozifilm)                              | Az ír                  | Jelölve  |

Egyéb díjak
- Isztambul Nemzetközi Filmfesztivál (2005) - Életműdíj
- Karlovy Vary Nemzetközi Filmfesztivál (2004) - Különdíj
- Moszkva Nemzetközi Filmfesztivál (2002) - Stanislavsky Nagydíj
- San Franciscoi Nemzetközi Filmfesztivál (1996) - Peter J. Owens-díj
- Bostoni Filmfesztivál (1994) - Film Tisztelet-díj
- Gotham-díj (1993) - Színész-díj